# Рабочее тело
Рабо́чее те́ло — в теплотехнике и термодинамике условное несменяемое материальное тело, расширяющееся при подводе к нему теплоты и сжимающееся при охлаждении и выполняющее работу по перемещению рабочего органа тепловой машины. В теоретических разработках рабочее тело обычно обладает свойствами идеального газа.
На практике рабочим телом тепловых двигателей являются продукты сгорания углеводородного топлива (бензина, дизельного топлива и др.), или водяной пар, имеющие высокие термодинамические параметры (начальные: температура, давление, скорость и т. д.) 

В холодильных машинах в качестве рабочего тела используются фреоны, аммиак, гелий, водород, азот. (См. Хладагенты)
В ракетостроении рабочим телом называют отбрасываемое от ракеты с целью получения импульса тяги вещество. Например, в электрическом ракетном двигателе рабочим телом является ионизированное расходуемое вещество (например, ксенон).
В лазерной технике рабочим телом называется оптический элемент лазера, в котором происходит формирование когерентного электромагнитного излучения.